# Contre ceux qui ont le goût difficile
Contre ceux qui ont le goût difficile est la première fable du livre II de Jean de La Fontaine rédigée dans le premier recueil des Fables de La Fontaine, édité pour la première fois en 1668.
Quand j'aurais en naissant reçu de Calliope 

Les dons qu'à ses amants cette Muse a promis,

Je les consacrerais aux mensonges d'Esope :

Le mensonge et les vers de tout temps sont amis.

Mais je ne me crois pas si chéri du Parnasse

Que de savoir orner toutes ces fictions.

On peut donner du lustre à leurs inventions ;

On le peut, je l'essaie : un plus savant le fasse.

Cependant jusqu'ici d'un langage nouveau

J'ai fait parler le Loup et répondre l'Agneau.

J'ai passé plus avant : les Arbres et les Plantes

Sont devenus chez moi créatures parlantes.

Qui ne prendrait ceci pour un enchantement ?

Vraiment, me diront nos Critiques,

Vous parlez magnifiquement 

De cinq ou six contes d'enfant.

Censeurs, en voulez- vous qui soient plus authentiques

Et d'un style plus haut ? En voici. Les Troyens,

Après dix ans de guerre autour de leurs murailles,

Avaient lassé les Grecs, qui, par mille moyens,

Par mille assauts, par cent batailles,

N'avaient pu mettre à bout cette fière cité ;

Quand un cheval de bois, par Minerve inventé,

D'un rare et nouvel artifice,

Dans ses énormes flancs reçut le sage Ulysse,

Le  vaillant Diomède, Ajax l'impétueux,

Que ce colosse monstrueux

Avec leurs escadrons devait porter dans Troie,

Livrant à leur fureur ses Dieux mêmes en proie.

Stratagème inouï, qui des fabricateurs 

Paya la constance et la peine.

C'est assez, me dira quelqu'un de nos Auteurs :

La période est longue, il faut reprendre haleine ;

Et puis votre cheval de bois,

Vos héros avec leurs phalanges,

Ce sont des contes plus étranges

Qu'un Renard qui cajole un Corbeau sur sa voix.

De plus il vous sied mal d'écrire en si haut style.

Eh bien! baissons d'un ton. La jalouse Amarylle

Songeait à son Alcippe et croyait de ses soins 

N'avoir que ses Moutons et son Chien pour témoins.

Tircis, qui l'aperçut, se glisse entre des saules ;

Il entend la Bergère adressant ces paroles

Au doux Z éphir, et le priant

De les porter à son Amant.

Je vous arrête à cette rime ,

Dira mon censeur à l'instant :

Je ne la tiens pas légitime,

Ni d'une assez grande vertu.

Remettez, pour le mieux, ces deux vers à la fonte.

Maudit Ccenseur te tairas-tu ?

Ne saurais-je achever mon conte ?

C'est un dessein très dangereux

Que d'entreprendre de te plaire :

Les délicats sont malheureux ;

Rien ne saurait les satisfaire.
— Jean de La Fontaine, Fables de La Fontaine, Contre ceux qui ont le goût difficile